# Irene (Buenos Aires)
Irene es una pequeña localidad argentina, del partido de Coronel Dorrego, en la provincia de Buenos Aires.

## Población
Cuenta con 38 habitantes (Indec, 2022), lo que representa un incremento del 192% frente a los 13 habitantes (Indec, 2010) del censo anterior.
| Gráfica de evolución demográfica de Irene entre 1991 y 2022 |
|                                                             |
| Fuente: Censos nacionales del INDEC                         |

## Ubicación
A 63 km de Coronel Dorrego, 57 km camino pavimentado por Ruta Nacional 3 y 7 km acceso por camino de tierra.

## Toponimia
El nombre fue solicitado por Miguel Villanueva en recordación de su esposa donante de las tierras donde se levantaron las instalaciones ferroviarias.

## Antecedentes
En diciembre de 1891 se hablita la estación del Ferrocarril Sud.
Al igual que en otras localidades de la zona la actividad agropecuaria impulsó la construcción de viviendas y la apertura de casas de comercio.El 10 de abril de 1905 se habilita la hoy Escuela N.º 5 "José Manuel Estrada".La Cooperativa Agrícola Limitada centraliza la actividad comercial.